# 22063 Dansealey
22063 Dansealey è un asteroide della fascia principale. Scoperto nel 2000, presenta un'orbita caratterizzata da un semiasse maggiore pari a 2,3046635 UA e da un'eccentricità di 0,0857266, inclinata di 6,11757° rispetto all'eclittica.